# Dorfkirche Ehrenstein

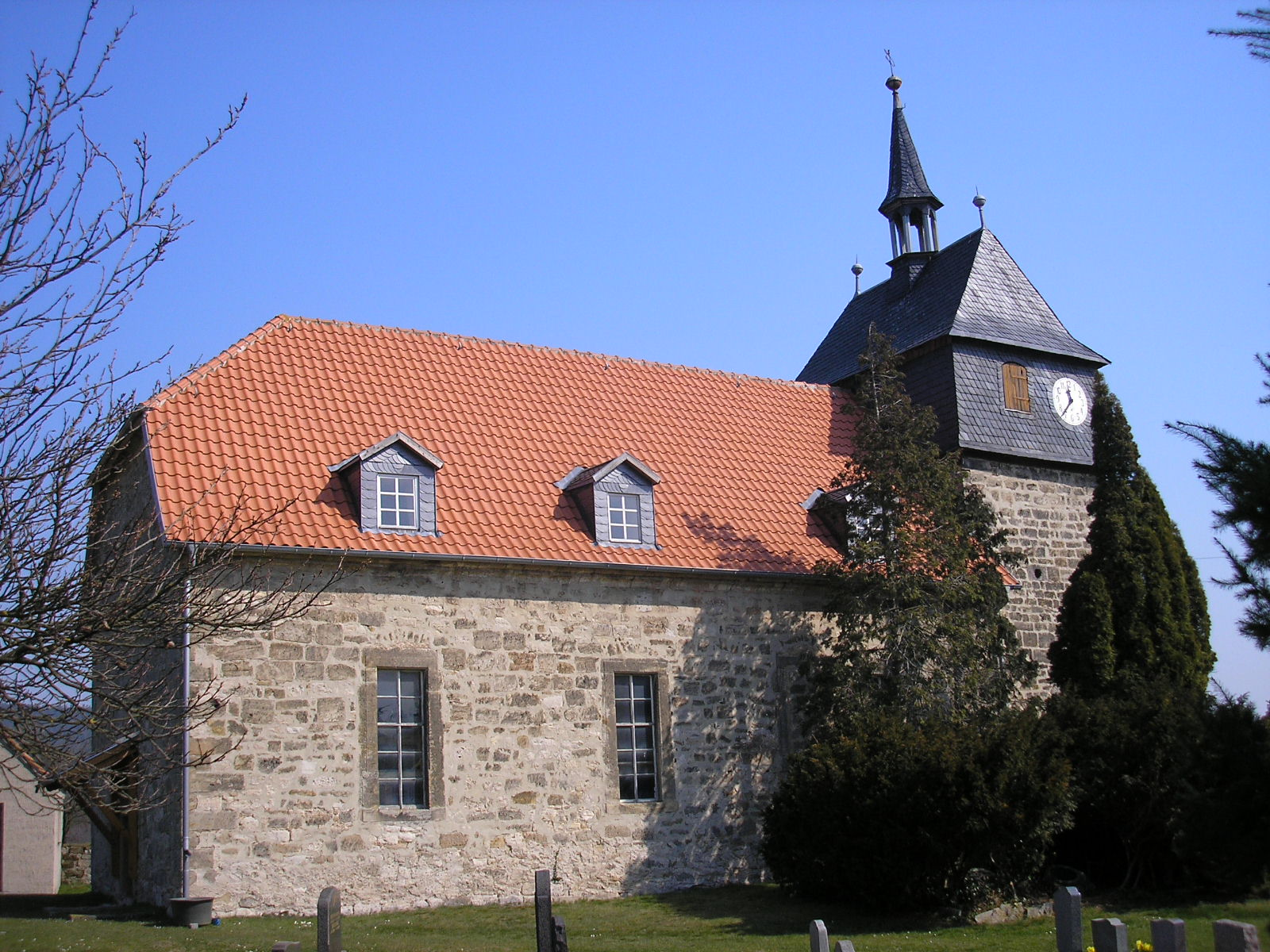
Die Kirche

Die evangelische Dorfkirche Ehrenstein befindet sich im Ortsteil Ehrenstein der Stadt Stadtilm im Ilm-Kreis in Thüringen. Sie gehört zum Pfarramt Griesheim im Kirchenkreis Arnstadt-Ilmenau der Evangelischen Kirche in Mitteldeutschland.

## Lage
Die Kirche liegt innerhalb des Friedhofs auf einer nach Osten abfallenden Anhöhe am Westrand des Dorfes Ehrenstein. Die Burg Ehrenstein und die Wüstung Teichmannsdorf waren durch einen Weg direkt verbunden. Von der Burg war auch zur Kirche Blickkontakt möglich.

## Geschichte
Die Kirche des Ortes Ehrenstein ist eine mehrfach umgebaute Chorturmkirche aus dem 13. Jahrhundert. Am 30. November 1217 wurde Ehrenstein (Tichmannestorph) erstmals urkundlich erwähnt. Die Burg Ehrenstein wurde 1274 erstmals urkundlich genannt. Es ist davon auszugehen, dass die Kirche auch um diese Zeit gebaut worden ist.